# Многоножкоцветни
Многоножкоцветните (Polypodiales) са разред папрати, включващ над 80% от съществуващите днес видове. Разпространени са по целия свят.

## Семейства
- Drynariaceae
- Grammitidaceae
- Loxogrammaceae
- Nephrolepidaceae
- Olandraceae
- Pleursoriopsidaceae
- Polypodiaceae – Многоножкови[1]
- Tectariaceae